# 伊比利亞文字

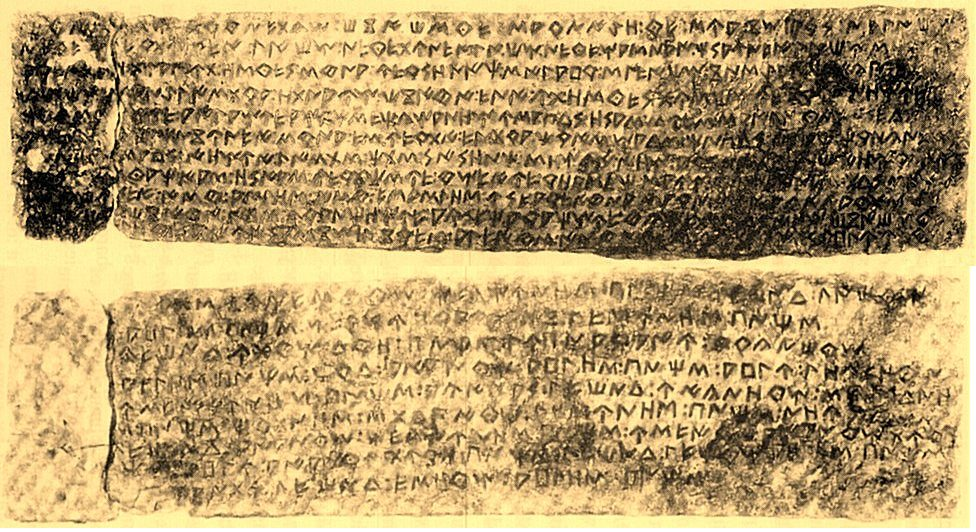
柏托利塔青銅板 1 (雙面)

伊比利亞文字（或伊比利亞字母、Iberian scripts）是發現於伊比利亞半島，屬於伊比利亞東北部與南部的兩種文字（也有可能是同一種文字的兩種形式），分別為北方形式與南方形式，主要差異在於字符的樣式與書寫的方向：北方形式由右寫至左，南方形式則由左寫至右；其中北方形式的伊比利亞文字曾被改良用來記錄凱爾特伊比利亞人的語言（見柏托利塔青銅板）。兩種形式都包含音節文字與音素文字的表徵。
某些倉促下定論的人認為，伊比利亞文字這種混合兩種文字系統的特色，是融合古迦太基語與希臘字母文化的結果。然而伊比利亞文字這種特性，其實很可能是基於伊比利亞地區語言音韻上的特性。

## 外部連結
- https://web.archive.org/web/20041209033118/http://ancientscripts.com/iberian.html
- Levantine Iberian Script
- Meridional Iberian Script
- Greek Iberian Script
- Celtiberian Script
- Tartessian / South-Lusitanian Script
- "On the Story of the Decipherment of Iberian Writing" by Jesús Rodríguez Ramos
- Omniglot entry on Iberian （页面存档备份，存于）

### 相關圖片
- https://web.archive.org/web/20041206111645/http://www.webpersonal.net/jrr/ib19_en.htm
- https://web.archive.org/web/20050204230114/http://www.webpersonal.net/jrr/ib11_en.htm
- https://web.archive.org/web/20050204230212/http://www.webpersonal.net/jrr/ib12_en.htm